# 3706 Sinnott
3706 Sinnott è un asteroide della fascia principale. Scoperto nel 1984, presenta un'orbita caratterizzata da un semiasse maggiore pari a 2,1890090 au e da un'eccentricità di 0,0983603, inclinata di 3,51040° rispetto all'eclittica.
L'asteroide è dedicato all'editore statunitense Roger W. Sinnott.